# Ярославский переулок (Киев)
Яросла́вский переу́лок — переулок в Подольском районе города Киева. Пролегает от Житнеторжской площади и Ярославской улицы до Щекавицкой улицы.

## История
Ярославский переулок возник в 1-й половине XIX столетия под названием переулок Боричев Ток, как продолжение улицы Боричев Ток. В 1869 году получил название Базарный переулок, как расположенный рядом с Житным торгом, в советское время — Фруктовый переулок. Современное название в честь князя Ярослава Мудрого — с 1955 года.

## Транспорт
- Станция метро «Контрактовая площадь»

## Почтовый индекс
04071